# Cyclops (Mount Olympus Water & Theme Park)
Cyclops im Mount Olympus Water & Theme Park (Wisconsin Dells, Wisconsin, USA) ist eine Holzachterbahn des Herstellers Custom Coasters International, die 1995 eröffnet wurde. Die Fahrt beginnt mit einer 22,9 Meter hohen linkskurvigen Abfahrt, gefolgt von drei kurzen Hügeln und einer rechtskurvigen Abfahrt vor der Station, die in die Bremse führt.

## Züge
Cyclops besitzt einen Zug von Philadelphia Toboggan Coasters mit jeweils fünf Wagen. In jedem Wagen können vier Personen in zwei Reihen à zwei Personen Platz nehmen.